# Simyra selenia
Simyra selenia là một loài bướm đêm trong họ Noctuidae.